# Maratona de Boston
Maratona de Boston é a mais famosa e tradicional corrida de longa distância realizada anualmente em todo o mundo, disputada em 42,195 km entre as cidades de Hopkinton e Boston, no estado de Massachusetts, Estados Unidos.
É a segunda mais antiga das maratonas, atrás apenas da maratona olímpica disputada pela primeira vez em Atenas 1896, mas a pioneira de todas as disputadas anualmente, existindo desde o ano de 1897, sem interrupção. Organizada pela B.A.A – Boston Atlethics Association, entre 1897 e 1968 a prova foi sempre disputada no dia 19 de abril, o Dia do Patriota, um feriado em comemoração ao início da revolução americana contra o domínio inglês, reconhecido apenas nos estados do Maine e de Massachussets. A partir de 1969, com a mudança do feriado para a terceira segunda-feira do mês de abril, é neste dia que ela é realizada.
Com a participação atual de mais de trinta mil atletas de diversos países a cada ano, alguns dos maiores corredores da história já escreveram seu nome na prova, como os campeões olímpicos Abebe Bikila, Mamo Wolde, Ville Ritola, Gelindo Bordin, Joan Benoit e a portuguesa Rosa Mota, que com três vitórias é uma das recordistas entre as mulheres.

## História
Criada pelo membro da B.A.A e dirigente da primeira equipe olímpica americana, John Graham, impressionado com a aura da prova criada e disputada em Atenas, e com a ajuda de Herbert H. Holton, um homem de negócios de Boston, inicialmente ela chamava-se "American Marathon". Nunca se foi capaz de descobrir quando o nome pelo qual hoje é conhecida, "Boston Marathon", passou a ser definitivamente usado. Os dois nomes, "American" e "Boston", para a prova, continuaram a ser usados por décadas em documentos e premiações oficiais, chegando a 1978, quando o vencedor, Bill Rodgers, recebeu a medalha de campeão com a inscrição "American Marathon" e o diploma oficial de campeão com a inscrição "Boston Marathon". No passado, também já foi oficialmente chamada de "B.A.A. Marathon Race".
Tinha seu início na cidade de Ashland e a chegada no Irvington Street Oval, no centro de Boston, a cerca de 40 km de distância. Só em 1924 ele foi mudado para Hopkinton, onde é até hoje, e a partir de 1927 a distância passou a ser oficialmente de 42,195 km, de acordo com os padrões olímpicos vigentes. Em suas primeiras edições, era o último evento dos Jogos da Associação Atlética de Boston.

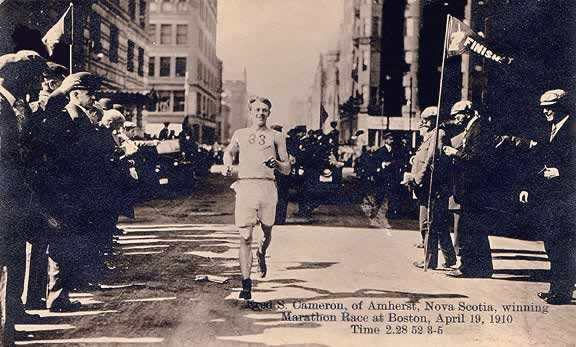
Fred Cameron, do Canadá, vencendo a edição de 1910.

Originalmente, a maratona era apenas um evento local, com a participação de corredores amadores dos Estados Unidos e do Canadá, mas sua fama e status começaram, com o tempo, a atrair corredores de todo o mundo. Durante a maior parte de sua existência, a prova foi um evento livre, aberto e completamente amador, como os primeiros Jogos Olímpicos e o único prêmio dado ao vencedor era uma coroa de ramos de oliveira, à semelhança do laurel olímpico. Entretanto, com a popularidade das corridas de rua ocorrida durante os anos 1980, que causou o surgimento de diversas outras maratonas ao redor do mundo, e com a negativa dos principais fundistas em participar dela de maneira amadorística, prêmios em dinheiro, pagos através do investimento e patrocínio de corporações, começaram a ser oferecidos a partir de 1986, o que voltou a conferir alta qualidade técnica à prova. Em 2009, os vencedores, masculino e feminino, receberam 150 mil dólares cada.
De sua prova inaugural em 1897 até 1972, Boston foi sempre uma maratona eminentemente masculina. Nos anos 1960, entretanto, mulheres a corriam escondidas em nomes falsos ou mesmo sem registro de número oficial. Hoje, cerca de dez mil delas disputam oficialmente cada edição anual da prova e o recorde mundial da maratona feminina já foi quebrado duas vezes em seu percurso.
Hoje, entretanto, os recordes conquistados em Boston, não são mais considerados pela IAAF e pela USAT&F. Como Boston é uma prova que tem um nível de subidas e descidas muito altos, muito vento pelas costas e sua largada fica numa distância superior a 1/3 do total da prova na chegada, sendo uma maratona ponto-a-ponto, seu percurso não é considerado em condições de ter recordes homologados oficialmente, segundo as regras das entidades. Na 115.ª edição da prova, em 18 de abril de 2011, o queniano Geoffrey Mutai completou a distância em 2 h 3 min 2 s, quase um minuto abaixo do recorde mundial oficial então vigente (2 h 3 min 59 s), do etíope Haile Gebrselassie, mas este tempo não é considerado oficialmente como recorde mundial, apenas recorde da própria Maratona de Boston.

## Corrida
| Maratona de Boston Tempos de classificação (2013) |           |           |
| Idade                                             | Homens    | Mulheres  |
| 18–34                                             | 3h 05 min | 3h 35 min |
| 35–39                                             | 3h 10 min | 3h 40 min |
| 40–44                                             | 3h 15 min | 3h 45 min |
| 45–49                                             | 3h 25 min | 3h 55 min |
| 50–54                                             | 3h 30 min | 4h 00 min |
| 55–59                                             | 3h 40 min | 4h 10 min |
| 60–64                                             | 3h 55 min | 4h 25 min |
| 65–69                                             | 4h 10 min | 4h 40 min |
| 70–74                                             | 4h 25 min | 4h 55 min |
| 75–79                                             | 4h 40 min | 5h 10 min |
| 80+                                               | 4h 55 min | 5h 25 min |

### Qualificação
Boston é uma das maratonas mais rígidas na admissão de participantes. O motivo para isso é a enorme procura de inscrições através dos anos, sempre crescente, e a impossibilidade física de acomodar todos os interessados nas condições do percurso tradicional existente, uma estrada não muito larga que liga a cidadezinha de Hopkinton a Boston. Os tempos exigidos, dentro das faixas etárias, são conseguidos apenas por atletas muito bem preparados. Um homem entre 40 e 44 anos, por exemplo, precisa correr anteriormente uma maratona certificada e filiada à IAAF em menos de 3 h 15 min, e num período próximo à corrida em Boston, um máximo de dezoito meses antes. Para muitos maratonistas, apenas se qualificar para disputá-la já é um objetivo em si mesmo.

### Dia da corrida
Tradicionalmente, desde sua criação, a maratona era disputada no Dia do Patriota, um feriado estadual em Massachusetts onde se localiza a região. Até 1969 o feriado era em 19 de abril, independente do dia de semana em que caísse. A partir daquele ano, ele passou a ser decretado na terceira segunda-feira de cada mês de abril e nesse dia a prova é realizada. Esta terceira segunda-feira de abril passou a ser chamada pelos moradores de Boston e adjacências de "Segunda-feira da Maratona".

### Largada
Até 2005, tradicionalmente a largada era dada ao meio-dia. A partir de 2006, com a quantidade cada vez maior de corredores e os congestionamentos que isso causava no ponto oficial de largada em Hopkinton e nas estradas vicinais, a largada passou a ser feita em ondas, em horários separados. Neste ano, os corredores de elite e uma leva de 10 mil corredores comuns largou ao meio-dia com um segundo grupo largando às 12h30.
A partir de 2007, o horário da corrida passou a ser adiantado, com três ondas de corredores largando entre 10h00 e 10h40 da manhã, o que proporciona aos corredores uma temperatura mais suportável em dias mais quentes.

### Percurso

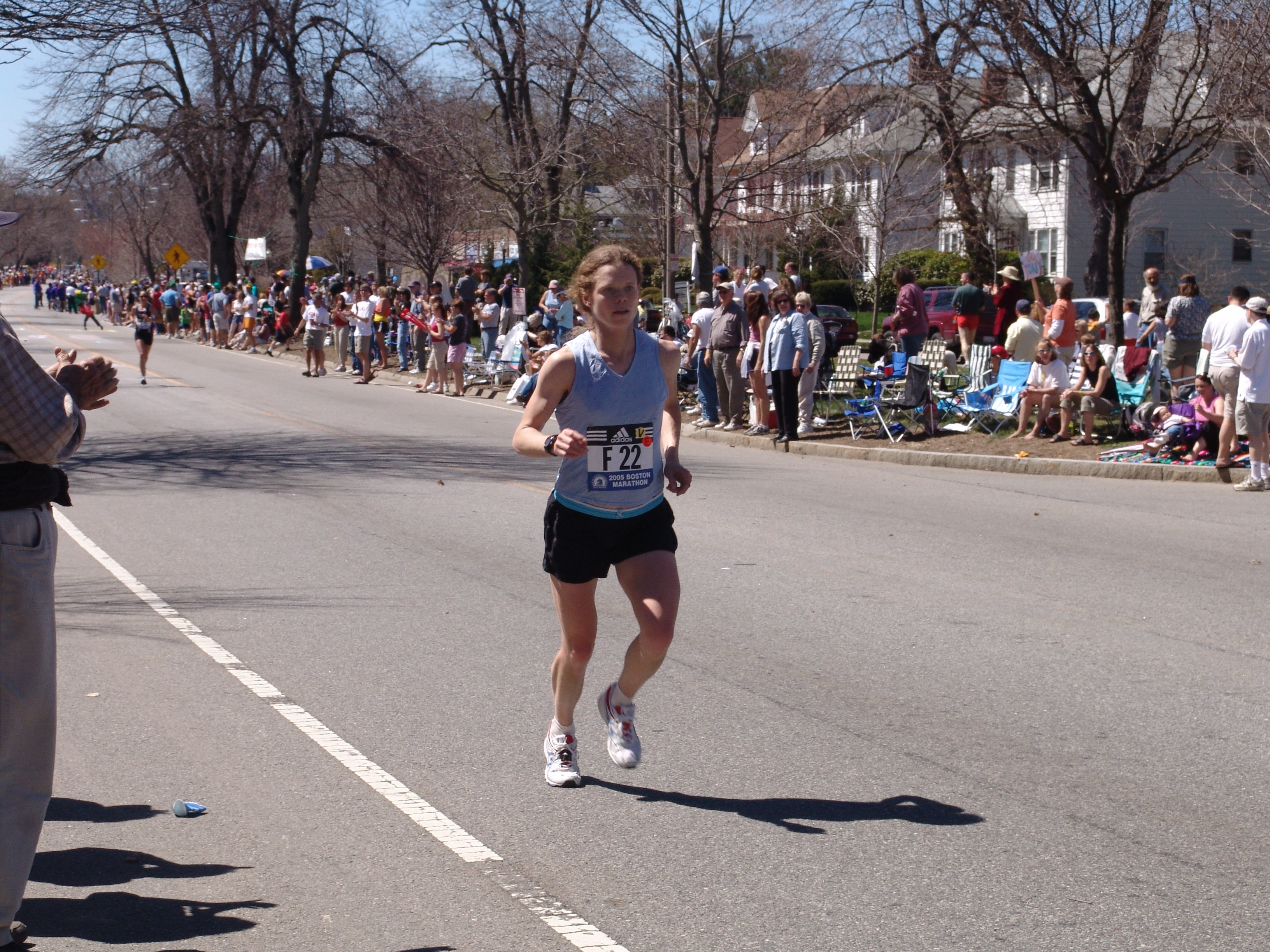
Corredora subindo Hearthbreak Hill, na edição de 2005.

A prova percorre 42,195 km por ruas e estradas sinuosas, seguindo as rotas 135, 16 e 30 do estado, passando por pequenas cidades e vilas até o centro de Boston, com a linha de chegada localizada na Praça Copley, ao lado da Boston Public Library. Passa por oito cidades de Massachusetts:  Hopkinton, Ashland, Framingham, Natick, Wellesley, Newton e Brookline, terminando em Boston.
O percurso é considerado um dos mais duros do mundo, por causa das colinas Newton, uma série de quatro colinas localizadas no caminho, que culminam com "Hearthbreak Hill", a maior e mais ascendente delas, com 600 metros de subida na altura dos quilômetros 31 e 32 da prova, perto do Boston College. "Hearthbreak" (Quebra-coração), apesar de ter um grau de elevação de apenas 27 m, tem uma subida constante por mais de meio quilômetro e se encontra numa altura da prova em que os corredores já se encontram exaustos, a dez quilômetros do fim, com as reservas de glicogênio dos músculos esgotadas, o que provoca o fenômeno conhecido pelos corredores e atletas de provas de resistência como "bater no muro".
Ela recebeu este nome ainda em 1936, nos primórdios da maratona, quando John A. Kelley, figura lendária ligada à história da maratona, um de seus antigos vencedores e que através dos anos a disputou mais de 60 vezes, correndo em segundo lugar alcançou ali o líder da corrida, Ellison "Tarzan" Brown (o primeiro negro a vencer Boston) esgotado pela subida, e ao ultrapassá-lo lhe deu um tapinha de consolação nas costas. "Tarzan" recebeu o gesto como uma provocação do amigo, buscou reservas onde não mais tinha e foi atrás de Kelley, ultrapassando-o e vencendo a prova, o que, segundo o jornalista Jerry Nason, editor do Boston Globe, que assistiu a cena e a descreveu depois em seu jornal, "quebrou o coração" de John Kelley.

## Recordes
Atualmente, a maratona de Boston, apesar de toda sua importância e tradição, não é considerada pela Federação Internacional de Atletismo - IAAF, para a homologação de recordes nem nacionais nem mundiais. Isto de se deve a novos critérios estabelecidos pela entidade quanto a percursos que, pelas circunstâncias geográficas ou climáticas, possam ajudar os corredores a conseguir bons tempos. Apesar de todas as suas colinas, Boston é uma maratona em descida, com a diferença topográfica entre a largada e a chegada de mais de 150 metros. Além disso, em muitas provas, realizadas no início da primavera no hemisfério norte, sopra no percurso um forte vento traseiro, que teoricamente ajudaria a impulsionar os corredores; ela também é uma maratona ponto-a-ponto, começa numa cidade e acaba em outra, o que não satisfaz um  critério da IAAF e da USA Track & Field, o órgão governamental para o esporte nos Estados Unidos. Uma das exigências é que a distância entre a largada e a chegada não pode ser maior que 50% da distância de 42,195 km, o que geralmente habilita para recordes apenas as maratonas com percurso circular "vai-e-volta" ou com largadas e chegadas em pontos próximos da mesma cidade.

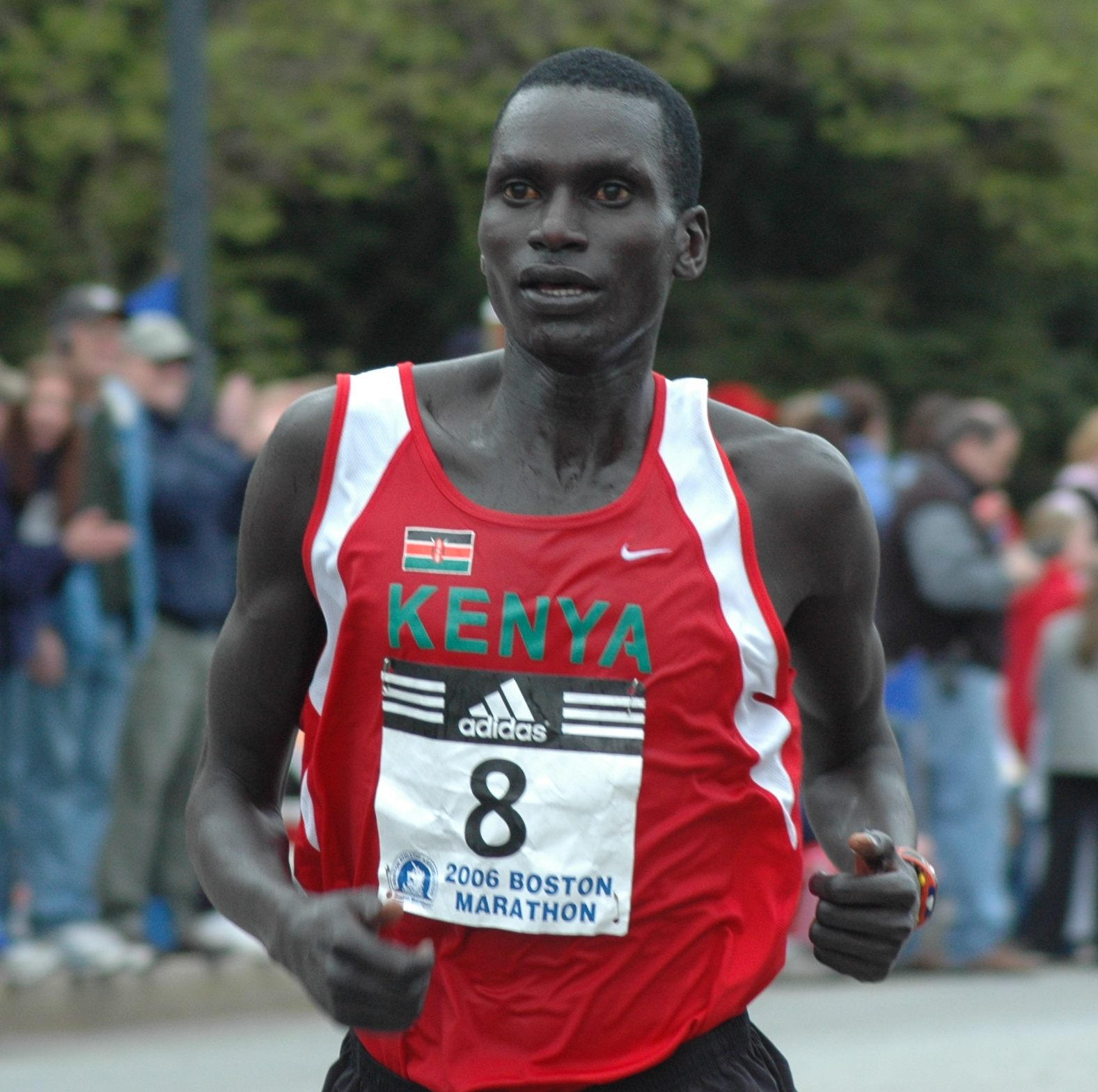
O queniano Robert Cheruiyot, quatro vezes campeão.

Em 18 de abril de 2011, o queniano Geoffrey Mutai completou a maratona em 2 h 3 min 2 s, quase um minuto abaixo do recorde mundial vigente. A marca, porém, apesar de todos os protestos — que ainda continuam — da Boston Athletics Association e de vários atletas e especialistas, não foi homologada como recorde mundial, nem os excelentes tempos pessoais e recordes nacionais conseguidos por outros corredores naquela edição. Mesmo assim, oficiosamente a IAAF reconhece a corrida de Mutai como "a mais rápida maratona jamais corrida".
Mas no passado a Maratona de Boston já foi palco de três recordes mundiais. O primeiro deles em 1947, logo após a II Guerra Mundial, quando o coreano Suh Yun-bok marcou 2 h 25 min 39 s na prova. Suh era treinado por Sohn Kee-chung, o coreano que, representando o Japão com nome de Kitei Son, havia sido o último campeão olímpico quando venceu esta prova nos Jogos Olímpicos de Berlim, em 1936. E o recorde que Suh quebrou era o de seu próprio técnico, que perdurava há onze anos. Numa amostra do que eram as corridas de longa distância pelas estradas naqueles tempos, Suh Yun-bok quebrou o recorde mundial em Boston depois de ser atacado por um cachorro na subida de Hearthbreak Hill, rasgar o joelho numa queda e correr os últimos 18 km do percurso com o cadarço desamarrado.
Apenas três anos após a B.A.A. passar a aceitar oficialmente a presença de mulheres na maratona, em 1975 a fundista alemã-ocidental Liane Winter estabeleceu uma nova marca mundial ali, de 2 h 42 min 24 s. Em 1983 foi a vez da corredora da casa, a campeã olímpica norte-americana Joan Benoit, que um ano antes de ganhar a medalha de ouro na primeira maratona feminina olímpica da história, em Los Angeles 1984, estabeleceu nova marca mundial em Boston – 2 h 22 min 43 s.
O recorde de vitórias entre os homens em Boston permanece imbatível há mais de 80 anos. Entre os anos de 1911 e 1930, o norte-americano Clarence DeMar ganhou a prova por sete vezes, feito jamais alcançado desde então. A última delas, em 1930, aos 42 anos, também faz dele o mais velho vencedor da maratona. Seu desempenho em Boston fez com que fosse conhecido em sua época como "Mr. DeMarathon". Nos tempos mais recentes, o único que chegou mais próximo foi o queniano Robert Kipkoech Cheruiyot, quatro vezes campeão em  2003, 2006, 2007 e 2008.  Entre as mulheres, a recordista é a também queniana Catherine Ndereba, também vencedora por quatro vezes entre 2000 e 2005.

## Fatos notáveis
Em sua longa história, ela já foi palco de alguns dos mais folclóricos e marcantes casos do atletismo e do esporte em geral:
- Em 1967, registrou-se a primeira participação oficial conhecida de uma mulher, Kathrine Switzer, numa maratona em que inscreveu-se pelo correio com o nome de "K. Switzer" e recebeu um número oficial — e sofreu uma tentativa de ser arrancada para fora da pista por um dos organizadores quando descoberta na prova.[24]
- Outra mulher, Rosie Ruiz (1953-2019), que fraudou a vitória – em 1980, já na era da legalidade da corrida feminina – rompendo a fita de chegada em primeiro lugar e recebendo todas as honras, depois de correr menos de 1 km do percurso.[25]
- A primeira vitória de um indígena numa maratona, o canadense Tom Longboat, da tribo Onandaga, em 1907.[26]
- Uma das duplas mais comemoradas em todos os anos recentes são Dick e Rick Hoyt, pai e filho. Sempre esperados para serem aclamados pelos espectadores em cada parte do percurso, Dick corre empurrando seu filho Rick, que tem paralisia cerebral, numa cadeira de rodas adaptada para corridas. Os dois correm como um só, com um mesmo número, e juntos já completaram trinta maratonas em Boston. Conhecidos nacionalmente como "Team Hoyt", eles tem no currículo esportivo 66 maratonas e 229 triatlons completados ao redor do mundo. Em 2012, quando completaram Boston pela 30.ª vez, Dick tinha 72 anos e Rick 50. A melhor marca da dupla é 2 h 40 min 47 s.[27]
- Dois corredores já morreram durante a prova. Um sueco de 62 anos, em 1996, de ataque cardíaco, e Cynthia Lucero, 28 anos, em 2002, de hiponatremia.[28]
- Foi disputada na neve num ano e sob um calor de quase 40 °C em outro.[25]
- Em 1996, sua histórica 100.ª edição foi transmitida ao vivo pela televisão para mais de quinhentos milhões de espectadores em todo o mundo e teve a participação recorde de 38 708 atletas.[29]
- Em 2020, pela primeira vez em sua história de então 124 anos e tendo resistido a duas guerras mundiais, depois de ser inicialmente adiada de sua tradicional data em abril para setembro a maratona foi cancelada devido à pandemia de Covid-19.[30]

### Atentado

Momento exato da primeira explosão a poucos metros da linha de chegada.

Ao final da edição de 2013, duas explosões, consideradas pelo presidente Barack Obama como um atentado terrorista, aconteceram a poucos metros da linha de chegada, quando a prova ultrapassava pouco mais de quatro horas de duração. Com uma diferença de 15 segundos entre elas, as bombas detonadas na rua Boyston perto de Copley Square, cerca de 14h50 hora local, deixaram mortos, feridos, provocaram pânico generalizado na assistência e causaram a interrupção da corrida pela polícia. Pelo menos três pessoas morreram, uma delas uma criança de oito anos, mais de uma centena foram feridos e vários deles tiveram membros amputados. Janelas de edifícios ao redor da área explodiram causando ferimentos em dezenas de espectadores. Mais dois explosivos não detonados foram encontrados e desativados no local.
O atentado provocou o fechamento do espaço aéreo sobre Boston e um alerta geral antiterror em todos os Estados Unidos. A tragédia levou ao fortalecimento de medidas de segurança nas maiores cidades do país como Nova York e repercutiu na Europa, onde as mesmas providências foram tomadas pela polícia e pelos organizadores da Maratona de Londres, a ser disputada uma semana depois.
Depois de quatro dias de investigações, a polícia e o FBI localizaram dois suspeitos do atentado, os irmãos Tamerlan e Dzhokar Tsarnaev. De origem chechena, os dois viviam há muitos anos no país, sendo que o segundo possuía cidadania norte-americana. Após uma caçada pelas ruas e casas das cidades vizinhas a Boston, Tamerlan (26) foi morto em confronto com a polícia e Tsarnaev (19) foi ferido e preso na cidade de Watertown. Em 15 de maio de 2015, Dzhokhar Tsarnaev foi condenado à morte pelo crime, depois de um julgamento que durou mais de dois meses.

## Memorial
O Boston Marathon Memorial é uma grande escultura existente na Praça Copley, no centro da cidade de Boston e próximo à linha de chegada oficial da prova. Foi erguido em comemoração aos cem anos da prova, em 1996. É composto de um grande círculo de blocos de granito instalados no chão da praça, que cercam um grande medalhão, onde está desenhado um mapa com o percurso da maratona, incluindo as elevações existentes e famosas, e onde estão inscritos os nomes de todos os vencedores de 1897 até hoje, incluindo o de Roberta Gibb, a primeira mulher a participar e completar a prova, mesmo sem um número de corrida e extra-oficialmente, e que a conquistou por três vezes consecutivas nos anos 1960.

## Campeões
Dominada há três décadas pelos corredores do Quênia e com a participação entusiasmada, ano após ano, de um público de mais de 500 mil pessoas ao longo de seu percurso através das pequenas cidades vitorianas de Massachussets, a vitória em Boston, por sua tradição e importância, é considerada a mais prestigiosa depois da medalha de ouro na maratona dos Jogos Olímpicos.
Nota: recorde da prova (M e F) recordes mundiais conquistados 
| Ano  | Homens                    | País                 | Tempo   | Notas | Mulheres               | País           | Tempo   |
| ---- | ------------------------- | -------------------- | ------- | --- | ---------------------- | -------------- | ------- |
| 2025 | John Kipkosgei Korir      | Quénia               | 2:04:45 | | Sharon Lokedi          | Quénia         | 2:17:22 |
| 2024 | Sisay Lemma               | Etiópia              | 2:06:17 | | Hellen Obiri           | Quénia         | 2:22:37 |
| 2023 | Evans Chebet              | Quénia               | 2:05:54 | | Hellen Obiri           | Quénia         | 2:21:31 |
| 2022 | Evans Chebet              | Quénia               | 2:06:51 | | Peres Jepchirchir      | Quénia         | 2:21:01 |
| 2021 | Benson Kipruto            | Quénia               | 2:09:51 | A queniana Diana Kipyokei, primeira colocada na prova deste ano, foi posteriormente desclassificada e suspensa por seis anos por doping; Edna Kiplagat, a segunda colocada e também queniana, foi oficialmente declarada vencedora. | Edna Kiplagat          | Quénia         | 2:25:09 |
| 2020 |                           |                      |         | Cancelada devido à pandemia de Covid-19. Primeiro e único ano desde a criação da corrida em 1897 que não houve a maratona. |                        |                |         |
| 2019 | Lawrence Cherono          | Quénia               | 2:07:57 | | Worknesh Degefa        | Etiópia        | 2:23:31 |
| 2018 | Yuki Kawauchi             | Japão                | 2:15:58 | Yuki, um corredor semiamador e professor de profissão, foi o primeiro japonês a vencer desde 1987; Desiree foi a primeira americana a vencer desde 1985 | Desiree Linden         | Estados Unidos | 2:39:54 |
| 2017 | Geoffrey Kirui            | Quénia               | 2:09:37 | | Edna Kiplagat          | Quénia         | 2:21:52 |
| 2016 | Lemi Hayle                | Etiópia              | 2:12:45 | | Atsede Baysa           | Etiópia        | 2:29:19 |
| 2015 | Lelisa Desisa             | Etiópia              | 2:09:17 | bicampeão | Caroline Rotich        | Quénia         | 2:24:55 |
| 2014 | Meb Keflezighi            | Estados Unidos       | 2:08:37 | Primeira vitória de um norte-americano em 31 anos. Rita Jeptoo, a vencedora original, foi desclassificada por doping. Deba é a primeira mulher a correr Boston em -2:20 | Bizunesh Deba          | Etiópia        | 2:19:59 |
| 2013 | Lelisa Desisa             | Etiópia              | 2:10:22 | houve dois atentados à bomba no final da prova. | Rita Jeptoo            | Quénia         | 2:26:25 |
| 2012 | Wesley Korir              | Quénia               | 2:12:40 | prova disputada com 31 °C de temperatura | Sharon Cherop          | Quénia         | 2:31:50 |
| 2011 | Geoffrey Mutai            | Quénia               | 2:03:02 | recorde da prova; recorde mundial não oficializado | Caroline Kilel         | Quénia         | 2:22:36 |
| 2010 | Robert Kiprono Cheruiyot  | Quénia               | 2:05:52 | | Teyba Erkesso          | Etiópia        | 2:26:11 |
| 2009 | Deriba Merga              | Etiópia              | 2:08:42 | | Salina Kosgei          | Quénia         | 2:32:16 |
| 2008 | Robert Kipkoech Cheruiyot | Quénia               | 2:07:46 | tetracampeão | Dire Tune              | Etiópia        | 2:25:25 |
| 2007 | Robert Kipkoech Cheruiyot | Quénia               | 2:14:13 | tricampeão | Lidiya Grigoryeva      | Rússia         | 2:29:18 |
| 2006 | Robert Kipkoech Cheruiyot | Quénia               | 2:07:14 | bicampeão | Rita Jeptoo            | Quénia         | 2:23:38 |
| 2005 | Hailu Negussie            | Etiópia              | 2:11:45 | Ndereba ganha pela 4ª vez e se torna a maior campeã feminina na história de Boston. | Catherine Ndereba      | Quénia         | 2:25:12 |
| 2004 | Timothy Cherigat          | Quénia               | 2:10:37 | tricampeã | Catherine Ndereba      | Quénia         | 2:24:27 |
| 2003 | Robert Kipkoech Cheruiyot | Quénia               | 2:10:11 | estabelecido um máximo de 20 mil atletas na prova a partir deste ano. | Svetlana Zakharova     | Rússia         | 2:25:19 |
| 2002 | Rodgers Rop               | Quénia               | 2:09:02 | | Margaret Okayo         | Quénia         | 2:20:43 |
| 2001 | Lee Bong-Ju               | Coreia do Sul        | 2:09:43 | vice-campeão olímpico em Atlanta 1996 | Catherine Ndereba      | Quénia         | 2:23:53 |
| 2000 | Elijah Lagat              | Quénia               | 2:09:47 | 10ª vitória consecutiva do Quênia | Catherine Ndereba      | Quénia         | 2:26:11 |
| 1999 | Joseph Chebet             | Quénia               | 2:09:52 | tricampeã | Fatuma Roba            | Etiópia        | 2:23:25 |
| 1998 | Moses Tanui               | Quénia               | 2:07:34 | bicampeão e bicampeã | Fatuma Roba            | Etiópia        | 2:23:21 |
| 1997 | Lameck Aguta              | Quénia               | 2:10:34 | campeã olímpica em Atlanta 1996 | Fatuma Roba            | Etiópia        | 2:26:23 |
| 1996 | Moses Tanui               | Quénia               | 2:09:15 | campeão da 100ª edição, recorde de participantes com 38.708 atletas. Pippig tricampeã entre as mulheres. | Uta Pippig             | Alemanha       | 2:27:12 |
| 1995 | Cosmas Ndeti              | Quénia               | 2:09:22 | tricampeão e bicampeã | Uta Pippig             | Alemanha       | 2:25:11 |
| 1994 | Cosmas Ndeti              | Quénia               | 2:07:15 | bicampeão | Uta Pippig             | Alemanha       | 2:21:45 |
| 1993 | Cosmas Ndeti              | Quénia               | 2:09:33 | bicampeã | Olga Markova           | Rússia         | 2:25:27 |
| 1992 | Ibrahim Hussein           | Quénia               | 2:08:14 | tricampeão | Olga Markova           | Rússia         | 2:23:43 |
| 1991 | Ibrahim Hussein           | Quénia               | 2:11:06 | bicampeão | Wanda Panfil           | Polónia        | 2:24:18 |
| 1990 | Gelindo Bordin            | Itália               | 2:08:19 | os dois campeões olímpicos de Seul 1988 | Rosa Mota              | Portugal       | 2:25:24 |
| 1989 | Abebe Mekonnen            | Etiópia              | 2:09:06 | bicampeã | Ingrid Kristiansen     | Noruega        | 2:24:33 |
| 1988 | Ibrahim Hussein           | Quénia               | 2:08:43 | primeiro africano a vencer a maratona, início do total domínio dos quenianos nos anos seguintes | Rosa Mota              | Portugal       | 2:24:30 |
| 1987 | Toshihiko Seko            | Japão                | 2:11:50 | bicampeão. primeira vitória de um (a) lusófono (a). | Rosa Mota              | Portugal       | 2:25:21 |
| 1986 | Robert de Castella        | Austrália            | 2:07:51 | pela primeira vez em 90 anos de história, Boston oferece prêmio em dinheiro aos vencedores | Ingrid Kristiansen     | Noruega        | 2:24:55 |
| 1985 | Geoff Smith               | Reino Unido          | 2:14:05 | bicampeão | Lisa Larsen Weidenbach | Estados Unidos | 2:34.06 |
| 1984 | Geoff Smith               | Reino Unido          | 2:10:34 | | Lorraine Moller        | Nova Zelândia  | 2:29.28 |
| 1983 | Greg Meyer                | Estados Unidos       | 2:09:00 | Joan Benoit, futura primeira campeã olímpica da maratona em Los Angeles 1984, quebra em mais de dois minutos o recorde mundial feminino. | Joan Benoit            | Estados Unidos | 2:22:43 |
| 1982 | Alberto Salazar           | Estados Unidos       | 2:08:52 | | Charlotte Teske        | Alemanha       | 2:29:33 |
| 1981 | Toshihiko Seko            | Japão                | 2:09:26 | | Allison Roe            | Nova Zelândia  | 2:26:46 |
| 1980 | Bill Rodgers              | Estados Unidos       | 2:12:11 | tetracampeão, Rosie Ruiz frauda a prova feminina, cruzando a linha de chegada em primeiro lugar depois de entrar na parte final do percurso. Descoberta, é processada e a vitória dada à real vencedora, Jacqueline Gareau do Canadá. | Jacqueline Gareau      | Canadá         | 2:34:28 |
| 1979 | Bill Rodgers              | Estados Unidos       | 2:09:27 | tricampeão | Joan Benoit            | Estados Unidos | 2:35:15 |
| 1978 | Bill Rodgers              | Estados Unidos       | 2:10:13 | bicampeão | Gayle Barron           | Estados Unidos | 2:44:52 |
| 1977 | Jerome Drayton            | Canadá               | 2:14:46 | bicampeã | Miki Gorman            | Estados Unidos | 2:48:33 |
| 1976 | Jack Fultz                | Estados Unidos       | 2:20:19 | prova disputada com 38 °C, a mais alta temperatura da história da maratona | Kim Merritt            | Estados Unidos | 2:47:10 |
| 1975 | Bill Rodgers              | Estados Unidos       | 2:09:55 | A alemã-ocidental Winter quebra o recorde mundial feminino. | Liane Winter           | Alemanha       | 2:42:24 |
| 1974 | Neil Cusack               | República da Irlanda | 2:13:39 | | Miki Gorman            | Estados Unidos | 2:47:11 |
| 1973 | Jon Anderson              | Estados Unidos       | 2:16:03 | | Jacqueline Hansen      | Estados Unidos | 3:05:59 |
| 1972 | Olavi Suomalainen         | Finlândia            | 2:15:39 | mulheres passam a receber numeração e a serem oficialmente aceitas e reconhecidas. Primeira maratona com resultados femininos oficiais. | Nina Kuscsik           | Estados Unidos | 3:10:26 |
| 1971 | Álvaro Mejía              | Colômbia             | 2:18:45 | primeiro e único sul-americano campeão | Sara Mae Berman        | Estados Unidos | 3:08:30 |
| 1970 | Ron Hill                  | Reino Unido          | 2:10:30 | introduzida a primeira exigência de tempo limite (4hs) para os inscritos na prova. | Sara Mae Berman        | Estados Unidos | 3:05:07 |
| 1969 | Yoshiaki Unetani          | Japão                | 2:13:49 | Boston ultrapassa os mil corredores inscritos pela primeira vez | Sara Mae Berman        | Estados Unidos | 3:22:46 |
| 1968 | Ambrose "Amby" Burfoot    | Estados Unidos       | 2:22:17 | tricampeã | Roberta Gibb           | Estados Unidos | 3:30:00 |
| 1967 | David McKenzie            | Nova Zelândia        | 2:15:45 | com o nome de K. V. Switzer enviado no pedido de inscrição pelo correio, Kathrine Switzer se torna a primeira mulher a correr com um número oficial. Descoberta, os organizadores tentaram expulsá-la durante a prova, não conseguindo pela intervenção de corredores amigos. Terminou em 4h20m, quase 1 hora após Bobbi Gibb, que correu novamente extra-oficialmente sem número. | Roberta Gibb           | Estados Unidos | 3:27:17 |
| 1966 | Kenji Kimihara            | Japão                | 2:17:11 | Gibb é a primeira mulher a correr de ponta a ponta a Maratona de Boston, mesmo sem inscrição oficial. Trinta anos depois, suas provas e tempos de 1966/67/68, as duas últimas quando outras mulheres também correram sem número, foram reconhecidos oficialmente como vitórias pela B.A.A.                                                                                         | Roberta Gibb           | Estados Unidos | 3:21:40 |
| 1965 | Morio Shigematsu          | Japão                | 2:16:33 | | x                      | x              | x       |
| 1964 | Aurèle Vandendriessche    | Bélgica              | 2:19:59 | bicampeão | x                      | x              | x       |
| 1963 | Aurèle Vandendriessche    | Bélgica              | 2:18:58 | | x                      | x              | x       |
| 1962 | Eino Oksanen              | Finlândia            | 2:23:48 | tricampeão | x                      | x              | x       |
| 1961 | Eino Oksanen              | Finlândia            | 2:23:39 | bicampeão | x                      | x              | x       |
| 1960 | Paavo Kotila              | Finlândia            | 2:20:54 | | x                      | x              | x       |
| 1959 | Eino Oksanen              | Finlândia            | 2:22:42 | | x                      | x              | x       |
| 1958 | Franjo Mihalić            | Jugoslávia           | 2:25:54 | vice-campeão olímpico de Melbourne 1956 | x                      | x              | x       |
| 1957 | John J. Kelley            | Estados Unidos       | 2:20:05 | | x                      | x              | x       |
| 1956 | Antti Viskari             | Finlândia            | 2:14:14 | | x                      | x              | x       |
| 1955 | Hideo Hamamura            | Japão                | 2:18:22 | | x                      | x              | x       |
| 1954 | Veikko Karvonen           | Finlândia            | 2:20:39 | | x                      | x              | x       |
| 1953 | Keizo Yamada              | Japão                | 2:18:51 | | x                      | x              | x       |
| 1952 | Doroteo Flores            | Guatemala            | 2:31:53 | | x                      | x              | x       |
| 1951 | Shigeki Tanaka            | Japão                | 2:27:45 | | x                      | x              | x       |
| 1950 | Ham Kee-Yong              | Coreia do Sul        | 2:32:39 | | x                      | x              | x       |
| 1949 | Karl Leandersson          | Suécia               | 2:31:50 | | x                      | x              | x       |
| 1948 | Gérard Côté               | Canadá               | 2:31:02 | tetracampeão | x                      | x              | x       |
| 1947 | Suh Yun-bok               | Coreia do Sul        | 2:25:39 | recorde mundial | x                      | x              | x       |
| 1946 | Stylianos Kyriakides      | Grécia               | 2:29:27 | | x                      | x              | x       |
| 1945 | John A. Kelley            | Estados Unidos       | 2:30:40 | bicampeão | x                      | x              | x       |
| 1944 | Gérard Côté               | Canadá               | 2:31:50 | tricampeão | x                      | x              | x       |
| 1943 | Gérard Côté               | Canadá               | 2:28:25 | bicampeão | x                      | x              | x       |
| 1942 | Joe Smith                 | Estados Unidos       | 2:26:51 | prova disputada com 6 °C de temperatura | x                      | x              | x       |
| 1941 | Leslie Pawson             | Estados Unidos       | 2:30:38 | tricampeão | x                      | x              | x       |
| 1940 | Gérard Côté               | Canadá               | 2:28:28 | | x                      | x              | x       |
| 1939 | Ellison 'Tarzan' Brown    | Estados Unidos       | 2:28:51 | bicampeão | x                      | x              | x       |
| 1938 | Leslie Pawson             | Estados Unidos       | 2:35:34 | bicampeão | x                      | x              | x       |
| 1937 | Walter Young              | Canadá               | 2:33:20 | | x                      | x              | x       |
| 1936 | Ellison 'Tarzan' Brown    | Estados Unidos       | 2:33:40 | | x                      | x              | x       |
| 1935 | John A. Kelley            | Estados Unidos       | 2:32:07 | | x                      | x              | x       |
| 1934 | Dave Komonen              | Canadá               | 2:32:53 | | x                      | x              | x       |
| 1933 | Leslie Pawson             | Estados Unidos       | 2:31:01 | | x                      | x              | x       |
| 1932 | Paul de Bruyn             | Alemanha             | 2:33:36 | primeiro vencedor não-americano ou canadense | x                      | x              | x       |
| 1931 | James Henigan             | Estados Unidos       | 2:46:45 | | x                      | x              | x       |
| 1930 | Clarence DeMar            | Estados Unidos       | 2:34:48 | heptacampeão. as sete vitórias de DeMar o mantém até hoje como o maior vencedor da história de Boston. | x                      | x              | x       |
| 1929 | Johnny Miles              | Canadá               | 2:33:08 | bicampeão | x                      | x              | x       |
| 1928 | Clarence DeMar            | Estados Unidos       | 2:37:07 | hexacampeão | x                      | x              | x       |
| 1927 | Clarence DeMar            | Estados Unidos       | 2:40:22 | pentacampeão | x                      | x              | x       |
| 1926 | Johnny Miles              | Canadá               | 2:25:40 | | x                      | x              | x       |
| 1925 | Charles Mellor            | Estados Unidos       | 2:33:00 | | x                      | x              | x       |
| 1924 | Clarence DeMar            | Estados Unidos       | 2:29:40 | tetracampeão, a distância passa a ser de 42,195 m e o início da prova passa da cidade de Ashland para Hopkinton. | x                      | x              | x       |
| 1923 | Clarence DeMar            | Estados Unidos       | 2:23:47 | tricampeão | x                      | x              | x       |
| 1922 | Clarence DeMar            | Estados Unidos       | 2:18:10 | bicampeão | x                      | x              | x       |
| 1921 | Frank Zuna                | Estados Unidos       | 2:18:57 | | x                      | x              | x       |
| 1920 | Peter Trivoulides         | Grécia               | 2:29:31 | Primeiro não-americano ou canadense a vencer, Panagiotis "Peter" Trivoulides trabalhava como garçom em NY. Também representou a Grécia na maratona olímpica de Antuérpia 1920. | x                      | x              | x       |
| 1919 | Carl Linder               | Estados Unidos       | 2:29:13 | | x                      | x              | x       |
| 1918 | Revezamento por equipes   | Estados Unidos       | 2:29:53 | | x                      | x              | x       |
| 1917 | Bill Kennedy              | Estados Unidos       | 2:28:37 | | x                      | x              | x       |
| 1916 | Arthur Roth               | Estados Unidos       | 2:27:16 | | x                      | x              | x       |
| 1915 | Édouard Fabre             | Canadá               | 2:31:41 | | x                      | x              | x       |
| 1914 | James Duffy               | Canadá               | 2:25:14 | | x                      | x              | x       |
| 1913 | Fritz Carlson             | Estados Unidos       | 2:25:14 | | x                      | x              | x       |
| 1912 | Michael Ryan              | Estados Unidos       | 2:21:18 | | x                      | x              | x       |
| 1911 | Clarence DeMar            | Estados Unidos       | 2:21:39 | | x                      | x              | x       |
| 1910 | Fred Cameron              | Canadá               | 2:28:52 | | x                      | x              | x       |
| 1909 | Henri Renaud              | Estados Unidos       | 2:53:36 | prova disputada com 36 °C de temperatura | x                      | x              | x       |
| 1908 | Thomas Morrissey          | Estados Unidos       | 2:25:43 | | x                      | x              | x       |
| 1907 | Tom Longboat              | Canadá               | 2:24:24 | primeiro indígena a vencer uma maratona | x                      | x              | x       |
| 1906 | Tim Ford                  | Estados Unidos       | 2:45:45 | | x                      | x              | x       |
| 1905 | Fred Lorz                 | Estados Unidos       | 2:38:25 | | x                      | x              | x       |
| 1904 | Michael Spring            | Estados Unidos       | 2:38:04 | | x                      | x              | x       |
| 1903 | John Lorden               | Estados Unidos       | 2:41:29 | | x                      | x              | x       |
| 1902 | Sammy Mellor              | Estados Unidos       | 2:43:12 | | x                      | x              | x       |
| 1901 | John Caffery              | Canadá               | 2:29:23 | bicampeão | x                      | x              | x       |
| 1900 | John Caffery              | Canadá               | 2:39:44 | | x                      | x              | x       |
| 1899 | Lawrence Brignolia        | Estados Unidos       | 2:54:38 | | x                      | x              | x       |
| 1898 | Ronald MacDonald          | Canadá               | 2:42:00 | | x                      | x              | x       |
| 1897 | John McDermott            | Estados Unidos       | 2:55:10 | primeiro campeão da Maratona de Boston | x                      | x              | x       |

Nota: recorde da prova (M e F) recordes mundiais conquistados 

## Vencedores por nações
| - Estados Unidos - 44 - Quênia - 26 - Canadá - 16 - Japão - 9 - Finlândia - 7 - Etiópia - 7 - Coreia do Sul - 3 - Reino Unido - 3 - Bélgica - 2 - Grécia - 2 - Alemanha - 1 - Suécia - 1 - Iugoslávia - 1 - Guatemala - 1 - Colômbia - 1 - Irlanda - 1 - Austrália - 1 - Nova Zelândia - 1 - Itália - 1 | - Quênia - 17 - Estados Unidos - 16 - Etiópia - 8 - Alemanha - 5 - Rússia - 4 - Portugal - 3 - Noruega - 2 - Nova Zelândia - 2 - Canadá - 1 - Polónia - 1 |

## Galeria

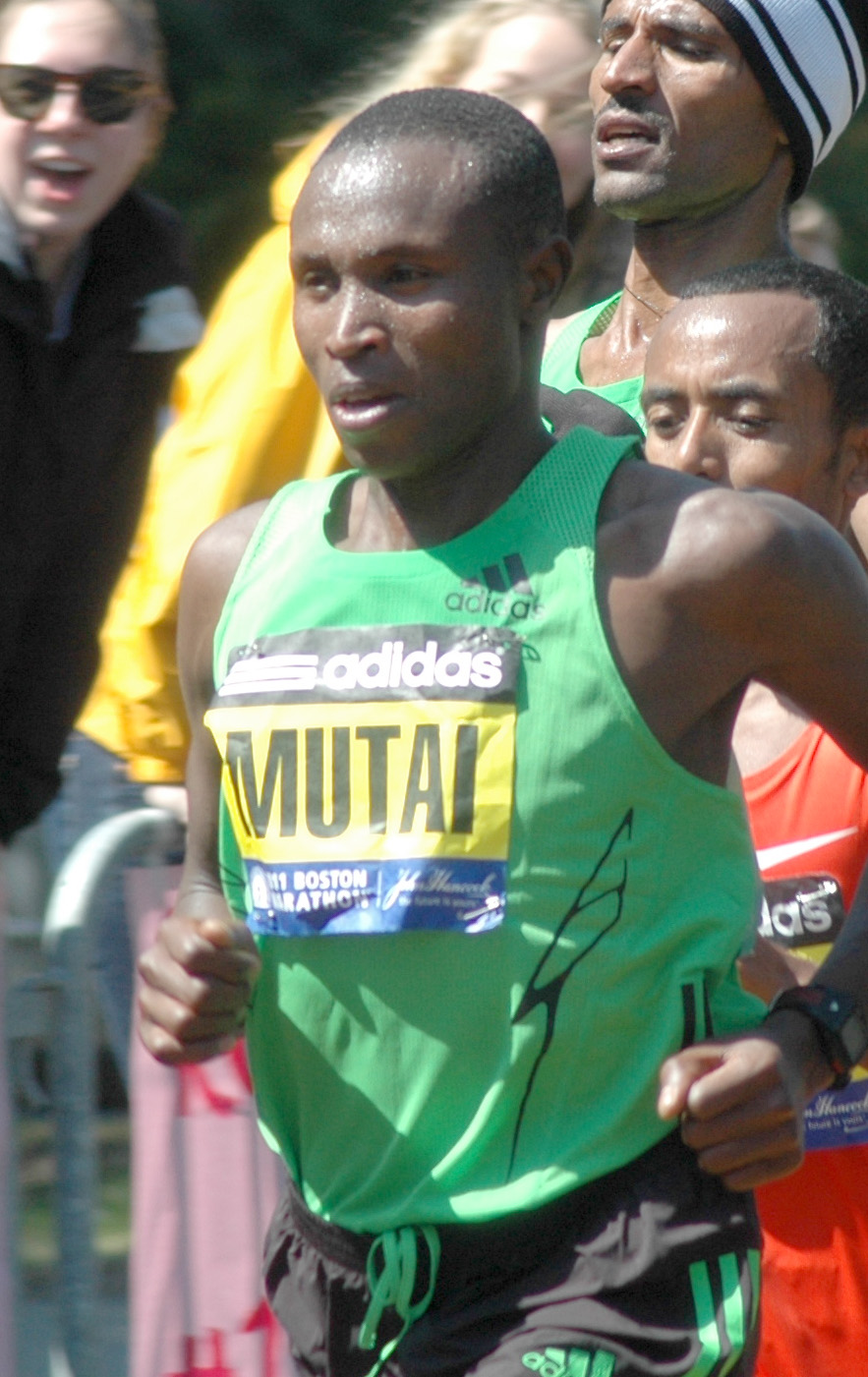
Geoffrey Mutai em 2011. Melhor marca mundial embora não-oficial.
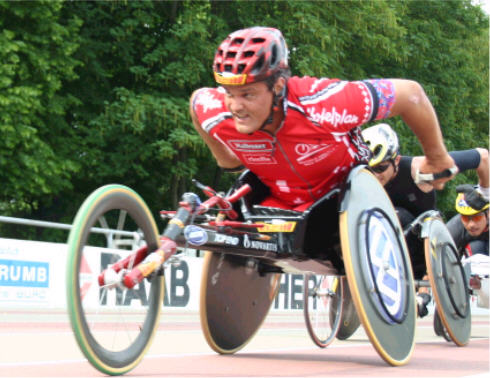
O suíço Franz Nietlispach, cinco vezes campeão na categoria de cadeira de rodas.
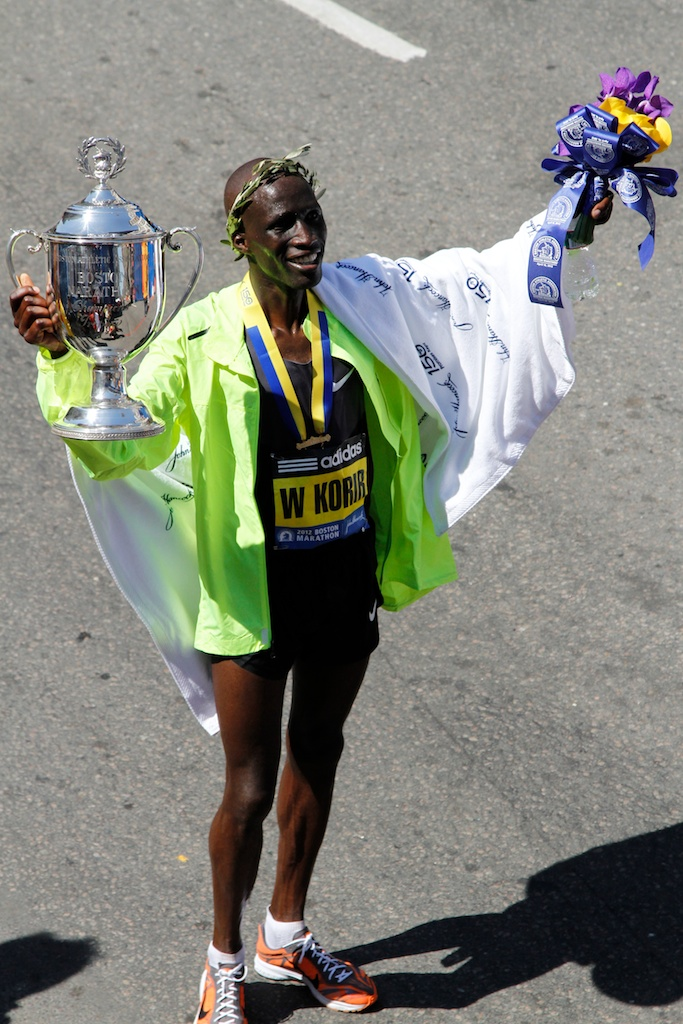
O queniano Wesley Korir ergue o seu troféu de campeão de 2012.
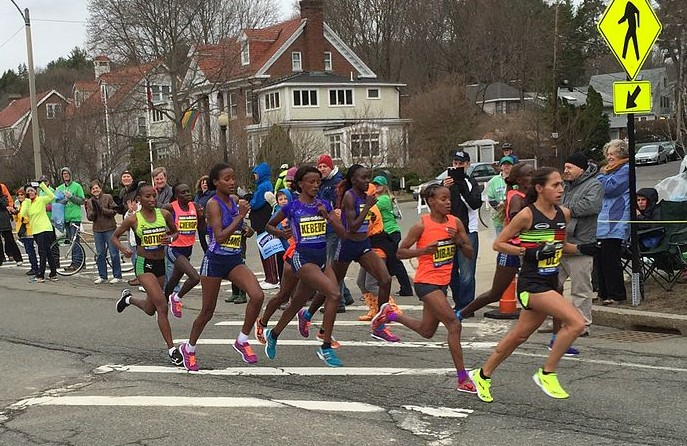
A elite feminina correndo na edição de 2015.
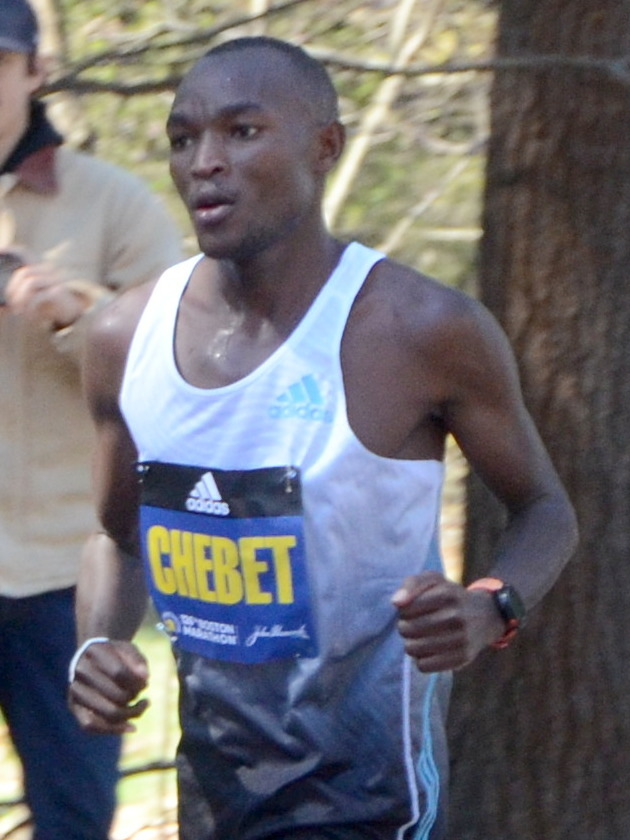
Evans Chebet, campeão de 2022.
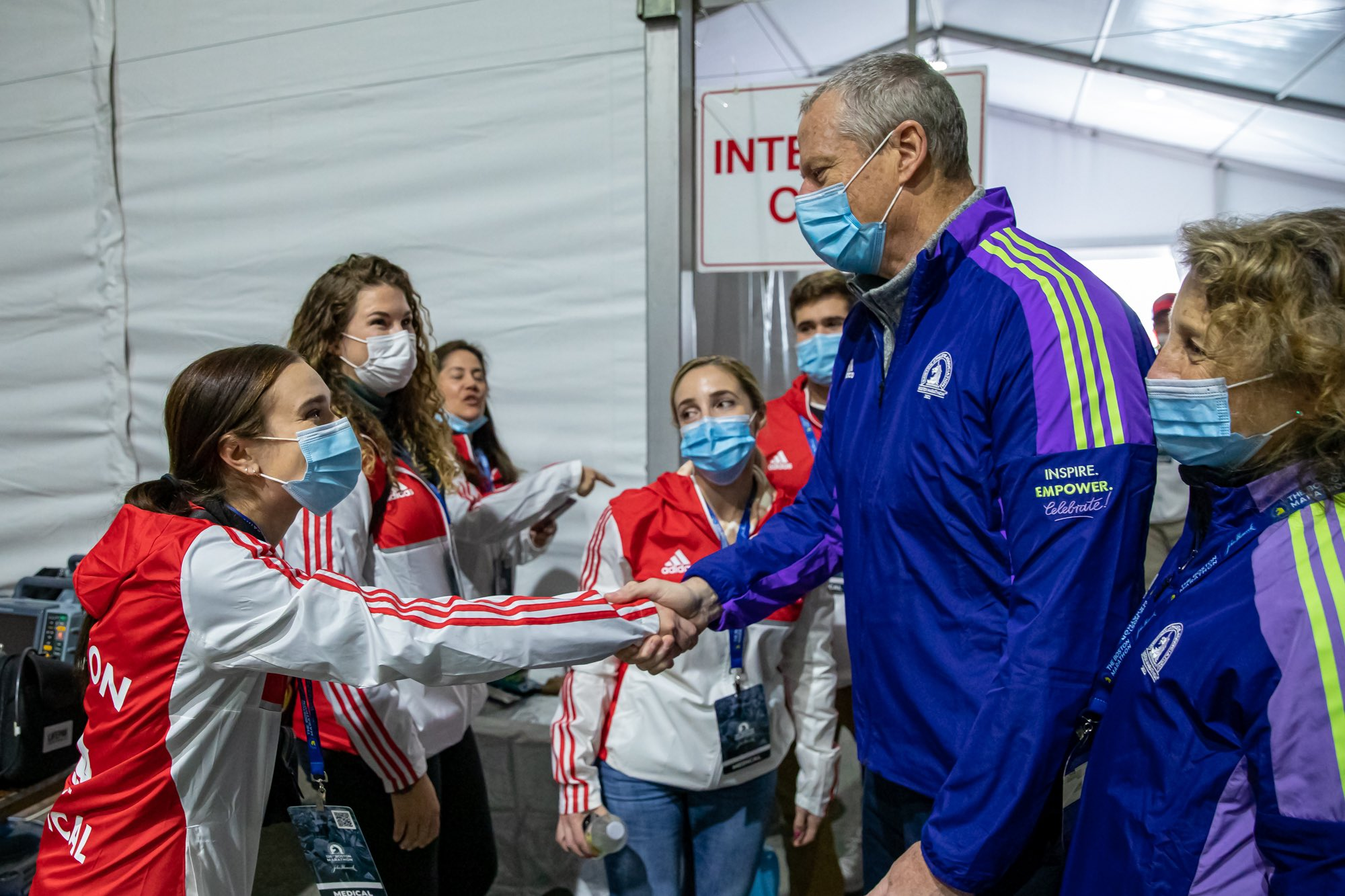
Charlie Baker, ex-governador de Massachusetts, cumprimenta as médicas que prestam apoio aos corredores em 2022.
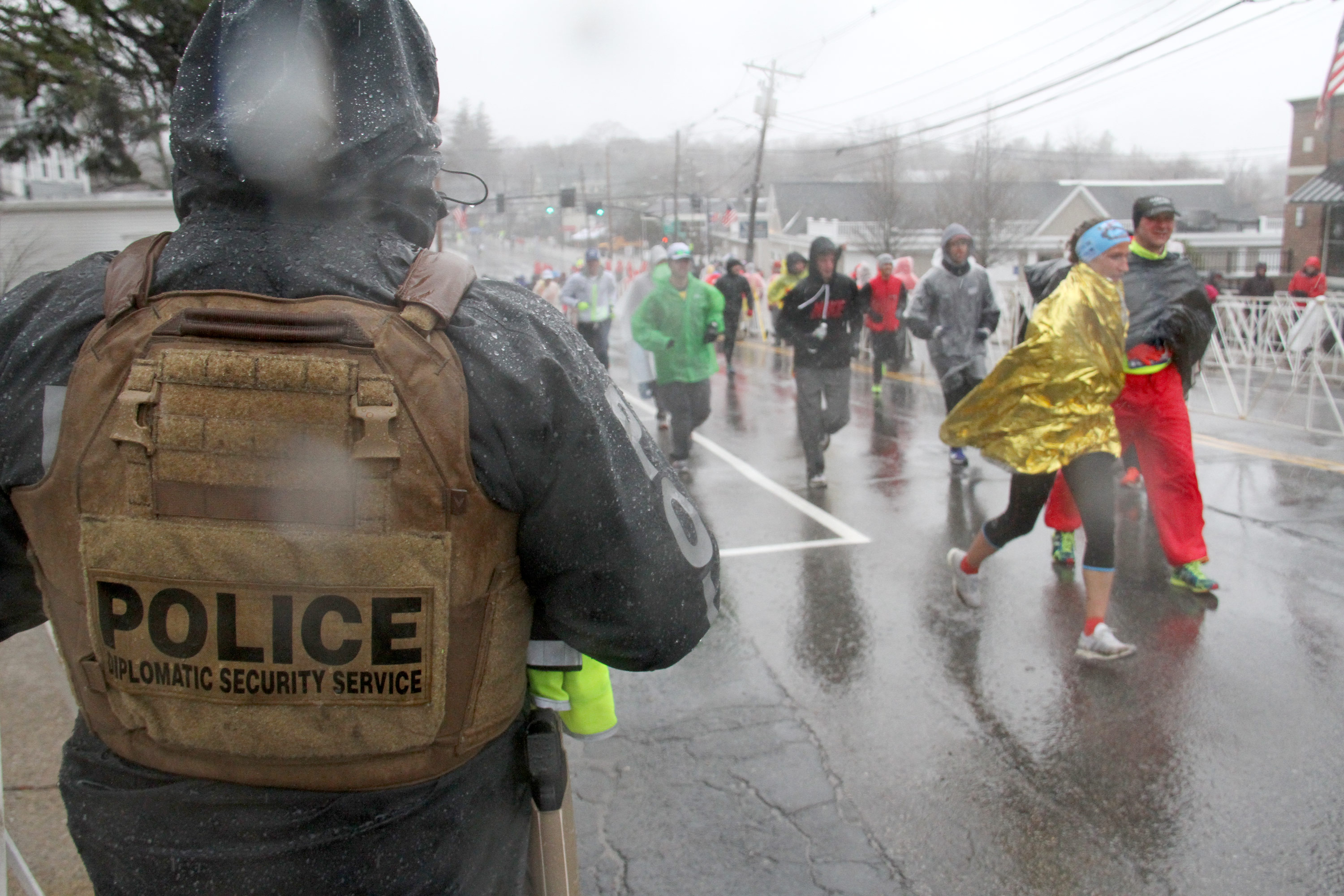
Boston 2018, disputada sob chuva, vento, granizo e 6 °C de temperatura.
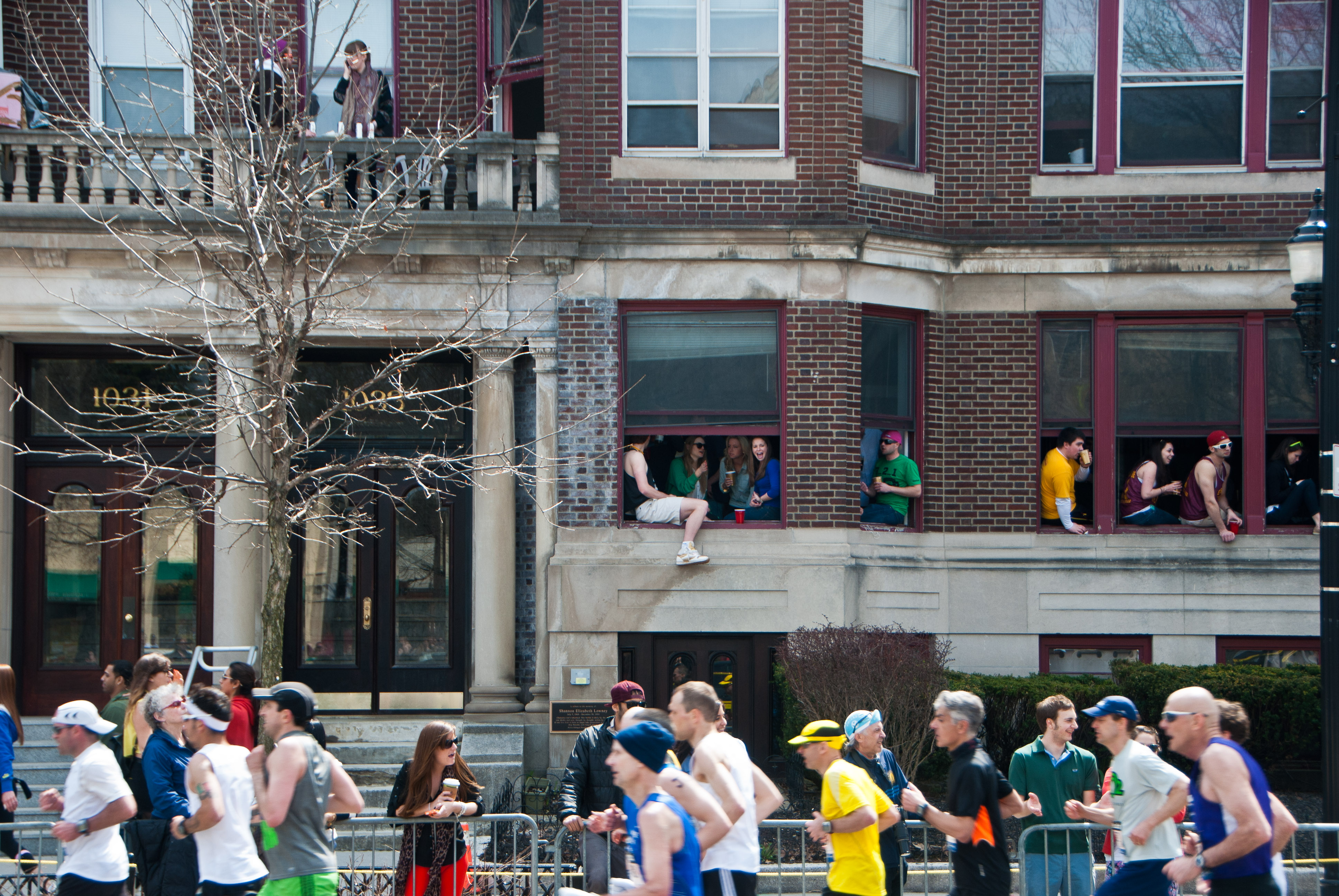
A massa de corredores e a plateia.